# Szumba kakukkbagoly
A szumba kakukkbagoly (Ninox rudolfi) a madarak osztályának a bagolyalakúak (Strigiformes) rendjéhez, a bagolyfélék (Strigidae) családjához tartozó faj.

## Rendszerezése
A fajt Adolf Bernard Meyer német ornitológus írta le 1882-ben.

## Előfordulása
Indonéziához tartozó Kis-Szunda-szigetek területén, Sumba szigetén honos. Természetes élőhelyei a síkvidéki esőerdők, mangroveerdők és száraz erdők, valamint másodlagos erdők. Állandó, nem vonuló faj.

## Megjelenése
Testhosszúsága 40 centiméter.

## Természetvédelmi helyzete
Az elterjedési területe nem nagy, egyedszáma 6000-15000 példány közötti és csökken. A Természetvédelmi Világszövetség Vörös listáján mérsékelten fenyegetett fajként szerepel.